# EARLY REBECCA
『EARLY REBECCA』（アーリー・レベッカ）は、1985年8月25日に発売されたレベッカのコンピレーション・アルバムである。
キャッチコピーは『今、いちばんHOTなレベッカの初期作品集!!』。

## 構成
1stアルバム『VOICE PRINT』と2ndアルバム『Nothing To Lose』を初CD化したコンピレーション・アルバム。共に各6曲収録のアルバムだが、『Nothing To Lose』は曲順もそのまま収録されているのに対し、『VOICE PRINT』から2曲「百萬弗コネクション」「瞳を閉じて」をカットされたため全10曲となっている。
「ヴァージニティー」のみイントロが新たに追加された。
その後各アルバムとも単独でCD化された為、本作品は廃盤になっている。

## 収録曲
| 全作曲: 木暮武彦（#5のみ土橋安騎夫）、全編曲: レベッカ。 |                                               |                      |                                 |                     |      |
| #                                                        | タイトル                                      | 作詞                 | 作曲・編曲                      | 収録アルバム        | 時間 |
| 1.                                                       | 「ウェラム・ボートクラブ」(WEARHAM BOAT CLUB) | 木暮武彦・有川正沙子 | 木暮武彦 （#5のみ 土橋安騎夫 ） | 『VOICE PRINT』     | 4:09 |
| 2.                                                       | 「ハチドリの証言」(WOMEN'S HOLIDAY)           | NOKKO                | 木暮武彦 （#5のみ 土橋安騎夫 ） | 『VOICE PRINT』     | 4:20 |
| 3.                                                       | 「蒼ざめた時間」(THE NIGHTMARE)               | NOKKO                | 木暮武彦 （#5のみ 土橋安騎夫 ） | 『VOICE PRINT』     | 4:24 |
| 4.                                                       | 「QUEEN OF VENUS」                            | 有川正沙子           | 木暮武彦 （#5のみ 土橋安騎夫 ） | 『VOICE PRINT』     | 4:45 |
| 5.                                                       | 「ヴァージニティー」(VIRGINITY)               | 宮原芽映             | 木暮武彦 （#5のみ 土橋安騎夫 ） | 『Nothing To Lose』 | 4:22 |
| 6.                                                       | 「怒りの金曜日」(SUBWAY PANIC)                | NOKKO・有川正沙子    | 木暮武彦 （#5のみ 土橋安騎夫 ） | 『Nothing To Lose』 | 4:02 |
| 7.                                                       | 「Precious Star」                             | NOKKO                | 木暮武彦 （#5のみ 土橋安騎夫 ） | 『Nothing To Lose』 | 5:05 |
| 8.                                                       | 「結接蘭 破接蘭」(KE-SE-RUN PA-SE-RUN)        | NOKKO                | 木暮武彦 （#5のみ 土橋安騎夫 ） | 『Nothing To Lose』 | 4:31 |
| 9.                                                       | 「STEFANIE」                                  | NOKKO・有川正沙子    | 木暮武彦 （#5のみ 土橋安騎夫 ） | 『Nothing To Lose』 | 4:39 |
| 10.                                                      | 「Nothing To Lose」                           | 宮原芽映             | 木暮武彦 （#5のみ 土橋安騎夫 ） | 『Nothing To Lose』 | 3:24 |
| 合計時間:                                                | 合計時間:                                     | 合計時間:            | 合計時間:                       | 43:41               |      |

## 参加ミュージシャン
- NOKKO : Vocal
- 土橋安騎夫 : Synthesizers, A.Piano, Sax, Flute, Glocken, Chorus
- 高橋教之 : Bass Guitar, Synthesizer, Chorus
- 木暮武彦 : E.Guitar, A.Guitar, Chorus
- 小沼達也 : Drums, Chorus